# Rue Bachelet
Pour les articles homonymes, voir Bachelet.
La rue Bachelet est une voie du 18e arrondissement de Paris, en France. Elle débute au 18, rue Nicolet et se termine au 29, rue Lambert.

## Origine du nom

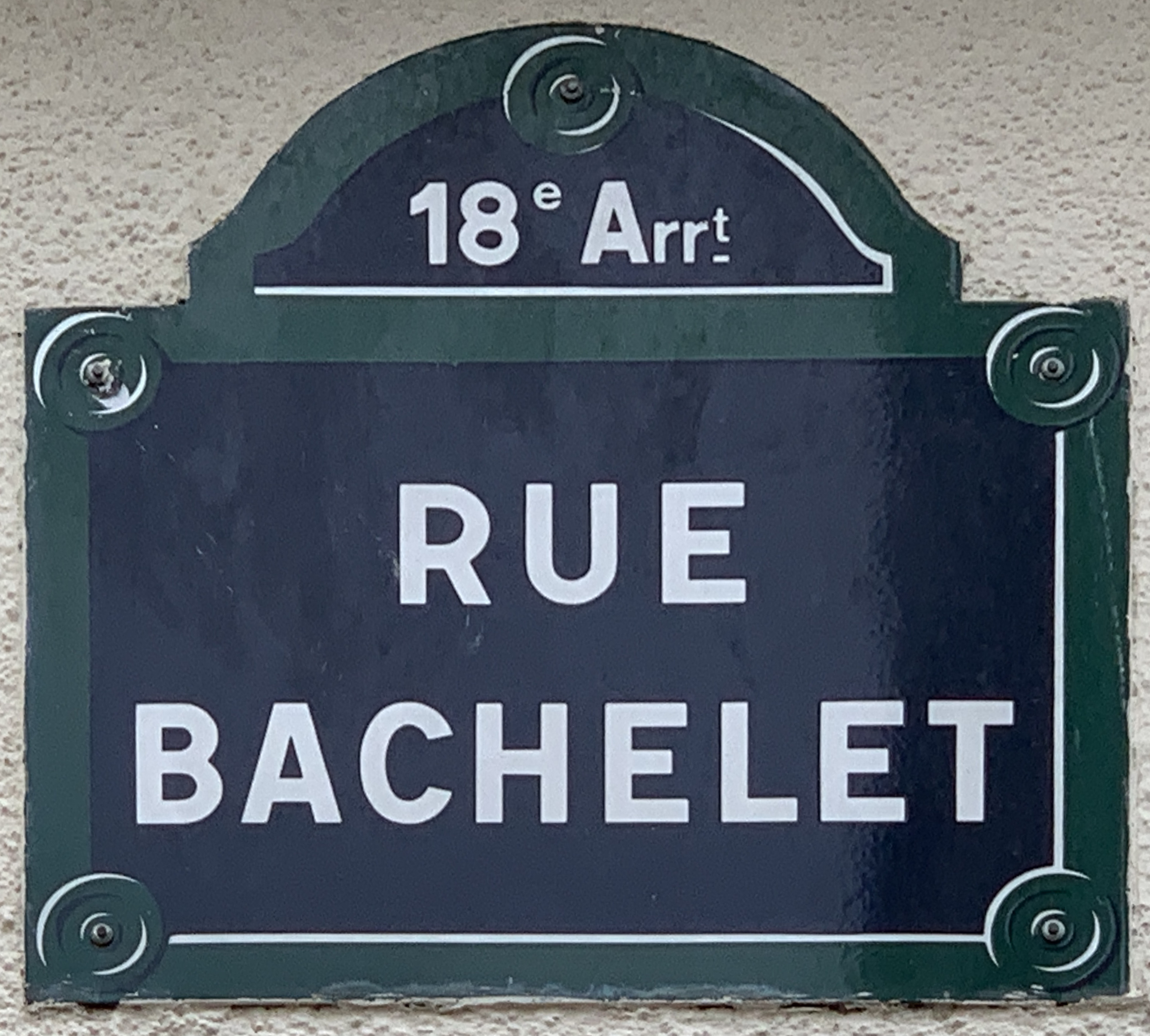
Plaque de la rue.

Cette voie est nommée d'après le nom du propriétaire des terrains sur lesquels elle a été ouverte, 

## Historique
Cette voie située autrefois sur le territoire de l'ancienne commune de Montmartre a été classée dans la voirie parisienne par un arrêté du 27 juillet 1869.

## Bâtiments remarquables et lieux de mémoire
- No 7 : de 1952 à 1984, le couple d'artistes Jean Joyet et Marcelle Deloron eurent un atelier à cette adresse[1].